# جنایات جنگی ورماخت

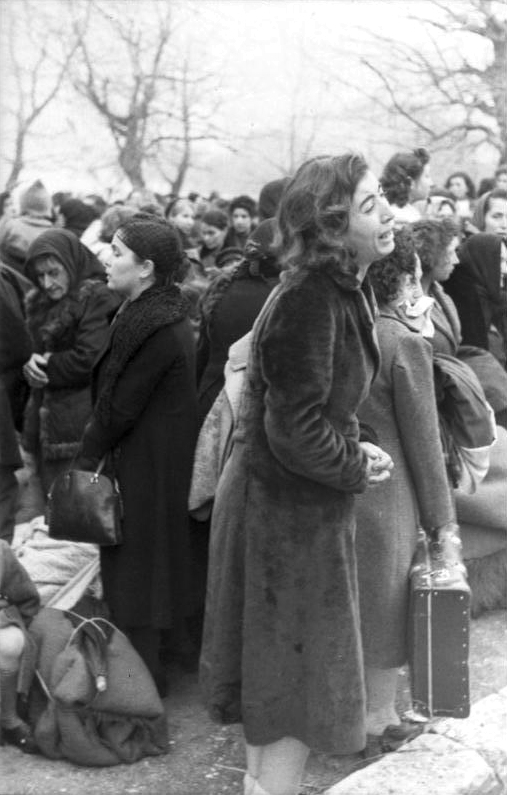
زنی حین تبعید یهودیان از یانینا در یونان در ۲۵ مارس ۱۹۴۴ گریه می‌کند. اخراج آنها توسط ارتش آلمان اجرا شد. بعد از یازدهم آوریل ۱۹۴۴، هنگامی که قطار حامل آنها به آشویتس-بیرکنا رسید، تقریباً همه تبعید شدگان به قتل رسیدند.

در طول جنگ جهانی دوم، نیروهای مسلح آلمانی (هیر، کریگسارینه و لوفت وافه) مرتکب جنایت‌های جنگی سازمان‌یافته از جمله قتل‌عام، تجاوز جمعی، غارت، کار اجباری، قتل سه میلیون زندانی شوروی شدند و دست به نابودی جمعی یهودیان زدند. در زمانی که نیروهای حزب نازی کنترل اس اس (به ویژه، آینزاتس‌گروپن و وافن اس اس) را در آلمان نازی در دست گرفته بود این سازمان، سازمانی بود که بیشترین مسئولیت نسل‌کشی در هلوکاست را برعهده داشت. نیروهای مسلح متقارن به نمایندگی از ورماخت مرتکب جنایتهای جنگی بسیاری به ویژه در جبهه شرقی و در جنگ علیه اتحاد جماهیر شوروی شدند.

## ایجاد ورماخت
هنگامی که حزب نازی به قدرت رسید، تقریباً تمام افسران رایشسوهر از آن استقبال کردند و به عنوان راهی برای ایجاد اصلاحات مجدد (به آلمانی:Wiederwehrhaftmachung) آلمان، یعنی نظامی سازی کل جامعه این کشور برای اطمینان از عدم شکست در جنگ بعدی قلمداد شد.  به این ترتیب، هر دوی آنچه که نازی‌ها و ارتش آلمان می‌خواست دیدن یک جامعه کاملاً نظامی فولک‌گمنشافت بود که به وسیله آن اقدام به پاکسازی آن‌هایی که دشمن داخلی تصور می‌شدند، از جمله یهودیان که تصور می‌رفت به آلمان از پشت خنجر زده‌اند، اقدام شود.  ورماخت توسط آدولف هیتلر در سال ۱۹۳۵ با تصویب قانونی برای معرفی سربازان در نیروهای مسلح از داوطلبان و سربازان وظیفه تشکیل شده بود.  
بنابراین بسیاری از افسران در دهه ۱۹۳۰ میلادی مایل به پذیرش ایدئولوژی ملی سوسیالیست بودند. وزیر دفاع، ورنر فون بلومبرگ، با ابتکار عمل خود، ارتش را در فوریه سال ۱۹۳۴ از یهودیان پاکسازی کرد. در ۸ دسامبر سال ۱۹۳۸، رهبری ارتش به همه افسران دستور داده بود که کاملاً در چهارچوب حزب ملی سوسیالیست باشند و تلاش کنند تا ارزشها آرمان‌های آن اجرایی شوند. در فوریه سال ۱۹۳۹، جزوه‌هایی منتشر شد که مطالعه‌شان در ارتش ضروری بود. محتوای آن حاوی سرفصل‌هایی چون: "مامور و سیاست"، "مأموریت تاریخی جهانی هیتلر"، "ارتش در رایش سوم"، "نبرد برای [تامین] فضای زندگی در آلمانی"، "دست‌های دانزیگ!" و " راه حل نهایی مسئله یهود در رایش سوم ". مقاله دوم نیز بیان می‌داشت که:
نبرد دفاعی علیه یهودی ادامه خواهد یافت، حتی اگر آخرین یهودی آلمان را ترک کند. دو کار بزرگ و مهم باقی مانده‌است: ۱) ریشه کن کردن اثرات همه یهودیان، مهمتر از همه در اقتصاد و فرهنگ. ۲) نبرد با یهودیان در جهان، که سعی می‌کنند همه مردم جهان را علیه آلمان تحریک کنند.
نگرش‌هایی مانند آنچه در بالا بیان شد، تمام دستورالعمل‌هایی را که در تابستان سال ۱۹۳۹ به سربازان ورماخت ابلاغ شد، به عنوان راهی برای آماده‌سازی افراد برای حمله به لهستان، قلمداد می‌شود. 

## لهستان

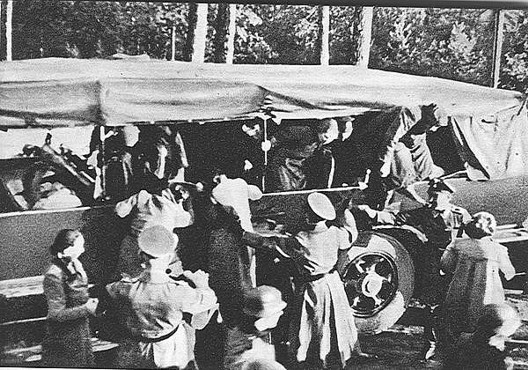
پلیس امنیت نازی در سال ۱۹۴۰، حوالی لهستان را در پالمیری در نزدیکی ورشو مشغول بازرسی

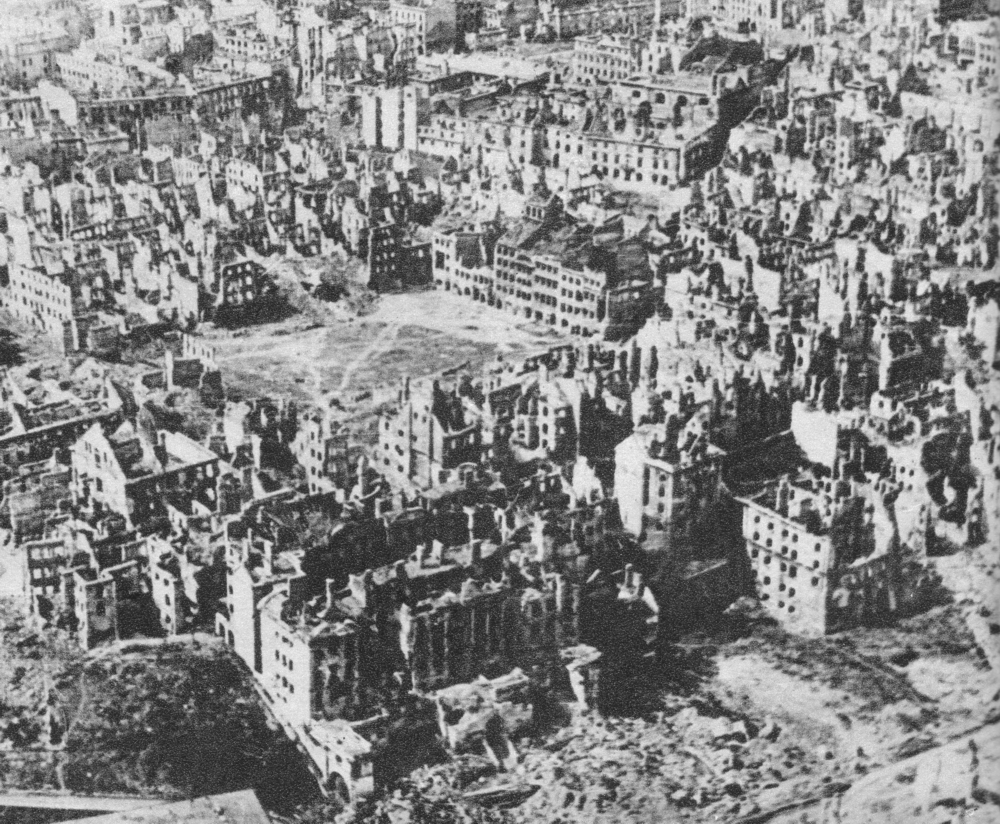
در طول جنگ جهانی دوم ۸۵٪ ساختمان‌ها در ورشو توسط نیروهای آلمانی نابود شدند.

نگرش ورماخت نسبت به لهستانی‌ها آمیزه‌ای از تحقیر، ترساندن و باور به اینکه خشونت بهترین راه برای مقابله با آنهاست، بود. 

## فرانسه
در دوره ارتش فرانسه، در ژوئن سال ۱۹۴۰، هنگ گروب‌دویچلند سربازان آفریقایی و افسران سفیدپوست آنها که در نزدیکی بویس‌دارن زندانی کرده بود را قتل‌عام کرد. ده فرانسوی سیاه‌پوست دیگر در نزدیکی لیون به قتل رسیدند.

## بالکان
پس از کودتای یوگسلاوی در ۲۷ مارس ۱۹۴۱، هیتلر این اقدام را یک توهین شخصی قلمداد کرد و خواستار نابودی فوری یوگسلاوی از طریق دستورالعمل فورر ۲۵ شد.  شروع دستورالعمل Führer 25 در ۶ آوریل ۱۹۴۱ با بمباران بلگراد در مقیاس وسیع بود. بمب‌باران غیرقانونی اهداف شهری منجر به کشته شدن بین ۱۵۰۰ تا ۱۷۰۰۰ غیرنظامی گشت.  پس از پایان جنگ، الکساندر لور به جرم جنایت‌های جنگی از جمله نقش وی در بمباران بلگراد مقصر شناخته شد. وی در سال ۱۹۴۸ اعدام شد. 

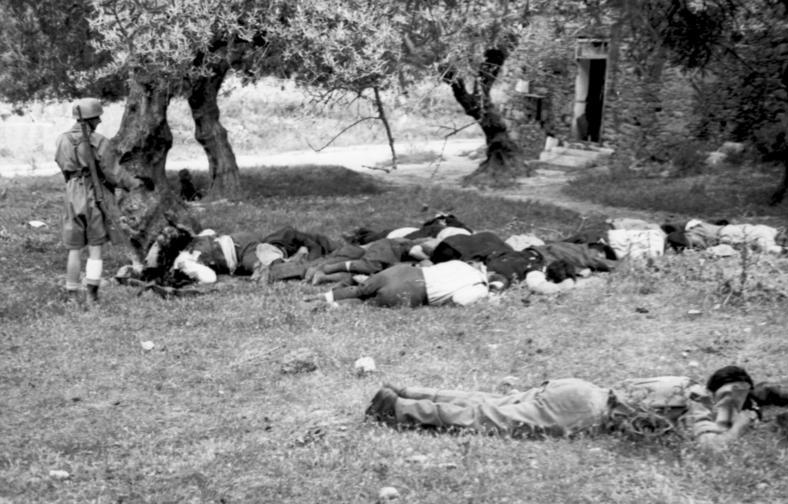
قتل غیرنظامیان یونانی در کوندماری، کرت توسط چتربازان آلمانی ۱۹۴۱

## ایتالیا
در ۲۶ مارس ۱۹۴۴، ۱۵ از افسران و مردان ارتش آمریکا بدون محاکمه در لا اسپتزیا، پس از دستورهای فرمانده سپاه ۷۵ ارتش آلمان، ژنرال آنتون داستر، علی‌رغم مخالفت با زیردستان خود در تیپ ۱۳۵ در ایتالیا، تیرباران شدند. داستر توسط دادگاه نظامی آمریکا به اعدام محکوم شد و در دسامبر ۱۹۴۵ به جوخه اعدام سپرده شد.

## اتحاد جماهیر شوروی

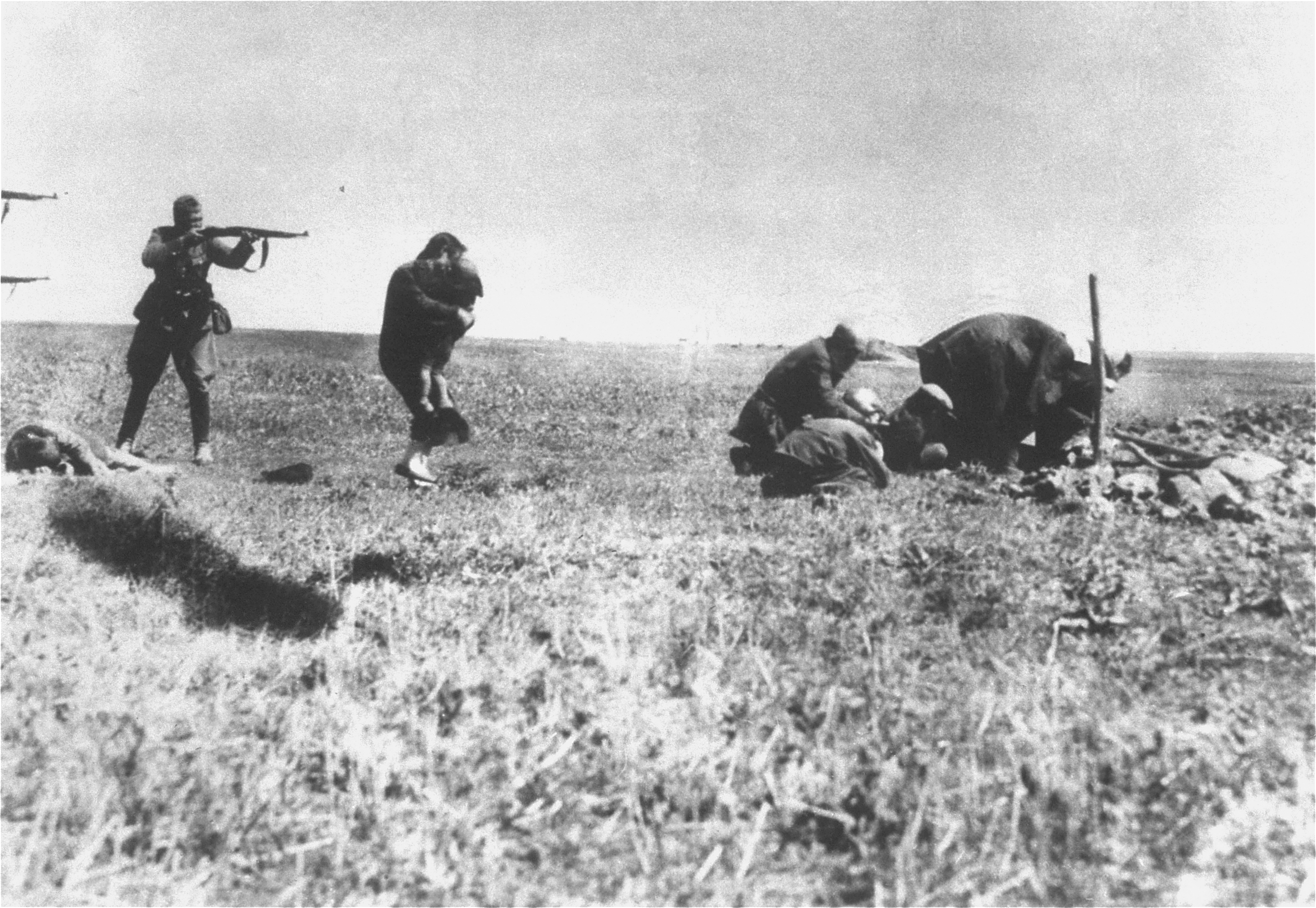
بخشی از جنایات جنگی ورماخت

برخی از افسران آلمانی کمونیسم در اتحاد جماهیر شوروی را حتی قبل از رایش سوم، توطئه یهود می‌دانستند. در سال ۱۹۱۸، کارل فون بوستر، نیروی توانمند ارتش آلمان در مسکو، بلشویک‌ها را «باند یهودی» نامید و ابراز تمایل کرد «تا چند صد نفر از آن احمق‌ها را را بر روی دیوار کرملین آویزان کنند». ارزیابی‌های ارتش سرخ توسط افسران بازدیدکننده از رایشور در دوره همکاری آلمان و اتحاد جماهیر شوروی در دهه ۱۹۲۰ غالباً تفکرات ضدیهود آلمان‌ها با نقل قول‌های از مقامها ارشد آنها چون: «حیله‌گری یهودیان» در نگاه ژنرال لو اسنیتمن یا «خون یهودی» ژنرال لئونید واجنر که بیان گر ضدیت آنها با یهودیت بوده بسیار معمول بوده‌است.